# 没落予定の貴族だけど、暇だったから魔法を極めてみた
『没落予定の貴族だけど、暇だったから魔法を極めてみた』（ぼつらくよていのきぞくだけど、ひまだったからまほうをきわめてみた）は、三木なずなによる日本のライトノベル作品。イラストはかぼちゃが担当している。略称は「没落貴族」。
没落予定の貴族の五男に転生した主人公が、魔法を駆使して大貴族へと成り上がる過程を描くファンタジー作品。2019年9月より『小説家になろう』にて連載開始。2020年2月よりTOブックスにて刊行中。2025年4月時点で電子書籍を含めたシリーズ累計部数は115万部を突破している。
メディアミックスとして、秋咲りおによるコミカライズ版が『comicコロナ』（後に『コロナEX』に移籍・共にTOブックス）にて2020年2月より連載中。他にも、スピンオフ漫画『没落予定の貴族だけど、暇だったから魔法を極めてみた～クリスはご主人様が大好き！～』が『コロナEX』（同）にて2023年9月より2024年11月まで、『没落予定の貴族だけど、暇だったから魔法を極めてみた～ジョディはリアムくんをお慕いしています～』が『コロナEX』（同）にて2025年1月より連載中。
また、スタジオディーンとマーヴィージャックの共同制作によるテレビアニメが2025年1月から3月まで放送された。

## 登場人物
声の項はテレビアニメ版の声優。

### リアム=ラードーン王国
リアム
声 - 村瀬歩
本作の主人公。
没落寸前の貴族、ハミルトン伯爵家の五男の少年。
ある日突然、庶民の成人男性がこの体になっていた。
五男という自由な立場、かつ実家が没落寸前の頼れない状況であることから、自分で生計を立てつつ、憧れの魔法を学ぶ事に熱中する。
ラードーン
声 - 杉田智和、釘宮理恵（少女）
絶大な力を持つ魔竜。元々はリアムの先祖により封印されていたのだが、アルブレビトが功績を焦ったことで封印を解いてしまう。
最終的にリアムの体の中に宿り、協力体制をとることとなった。
少女の姿になれる。
アスナ・アクアエイジ
声 - 戸松遥
ハンターギルドに所属する女の子。ギルドマスターの提案でリアムと使い魔契約を結びリアムの使い魔になる。
ジョディ
声 - 早見沙織
凄腕のベテランハンター。アスナの推薦でリアムと使い魔契約を結びリアムの使い魔になる。
スカーレット・シェリー・ジャミル
声 - 伊藤静
ジャミール王国第一王女。リアムに使い魔契約の魔導書ファミリアを与える。
レイナ
声 - 宮本侑芽
ピクシー。リアムの契約魔法ファミリアでリアムの使い魔になりエルフに進化する。エルフたちのまとめ役を務める女の子。
スージー
声 - 小針彩希
ピクシー。リアムの契約魔法ファミリアでリアムの使い魔になりエルフに進化する。
ミーナ
声 - 岩井映美里
ピクシー。リアムの契約魔法ファミリアでリアムの使い魔になりエルフに進化する。
ナターシャ
声 - 松井暁波
ピクシー。リアムの契約魔法ファミリアでリアムの使い魔になりエルフに進化する。
ニア
声 - 相坂優歌
ピクシー。リアムの契約魔法ファミリアでリアムの使い魔になりエルフに進化する。
クリス
声 - 岡咲美保、天野宏郷（ウェアウルフ）
ウェアウルフ。リアムの契約魔法ファミリアでリアムの使い魔になり人狼に進化する。人狼たちのリーダーを務める女の子。
ガイ
声 - 三宅健太
トロール。リアムの契約魔法ファミリアでリアムの使い魔になりギガースに進化する。ギガースたちのリーダーを務める男。
ゴン
声 - 笠間淳
トロール。モヒカン。リアムの契約魔法ファミリアでリアムの使い魔になりギガースに進化する。バンパイアに嚙まれドラキュラの支配下にされそうになったがリアムの神聖魔法オールクリアで解かれる。
ゲン
声 - 木暮晃石
トロール。リアムの契約魔法ファミリアでリアムの使い魔になりギガースに進化する。
アルカード
声 - 新垣樽助
バンパイア。ドラキュラの支配下にされていたがリアムの神聖魔法オールクリアで解かれる。リアムの契約魔法ファミリアでリアムの使い魔になりノーブルバンパイアに進化する。
スラルン
声 - 岩井映美里
水色のスライム。リアムの契約魔法ファミリアでリアムの使い魔になりスライム・ドスに進化する。
スラポン
声 - 松井暁波
ピンク色のスライム。リアムの契約魔法ファミリアでリアムの使い魔になりスライム・ドスに進化する。
フローラ
声 - 古賀葵
パルタ公国大公の庶子。呪いをかけられていたがリアムの神聖魔法オールクリアで解かれる。リアムの契約魔法ファミリアでリアムの使い魔になり魔法が使えるようになる。

### ジャミール王国
ブルーノ
声 - 広瀬裕也
ハミルトン伯爵家の四男。基本的に兄弟仲が悪いハミルトン家内で、唯一リアムと仲が良い。
リアムよりも一足先に独立し商人となっており、たびたびリアムと協力する。
アルブレビト
声 - 木島隆一
ハミルトン伯爵家の長男。
魔法に熱中し成果を上げるリアムに対し、家督を狙っていると勘違いしている。
実家を存続させるための功績がないことに焦っており、ラードーンの封印を解いた結果返り討ちに遭い、父親から謹慎処分を受ける。
チャールズ
声 - 乃村健次
ハミルトン伯爵家の三代目当主。リアムたちの父。三代目当主のチャールズは国に何も功績を挙げられていないため焦っている。
アリーナ
声 - 相坂優歌
ハミルトン伯爵家のメイド。リアムが初めて使った初級の火炎魔法を目にする。
ベリンダ
声 - 小針彩希
ハミルトン伯爵家のメイド。
キャリー
声 - 岩井映美里
ハミルトン伯爵家のメイド。
ドナ
声 - 松井暁波
ハミルトン伯爵家のメイド。
ジェイムズ・スタンリー
声 - 中博史
ジャミール王国の貴族。レイモンドの知り合い。リアムの多重魔法を見て将来の独立を見据えリアムに騎士の位を与える。
サイモン
声 - 綿貫竜之介
ジェイムズの執事。
ゴラク
声 - 綿貫竜之介
宮廷技師。ドワーフ。リアムは契約召喚でゴラクの幻影を作る。リアムはゴラクの幻影にリアム=ラードーン王国の村作りの指示をさせる。
レオナルド・バークリー
声 - かぬか光明
ジャミール王国の貴族。侯爵。ロレンツォ二世の勅命でリアムに会いに来る。ジャミール王国はリアムと同盟を結ぶことを求めていることを伝える。リアムが申し入れを受けてくれるならスカーレットを輿入れする用意があることも伝える。

### パルタ公国
ダールトン
声 - 荻野晴朗
ドラキュラをけしかけモンスターを暴れさせて出兵の大義名分を得る企画をしていた男。
エクス・ブラスト
声 - 高橋伸也
パルタ公国の使者。懐刀。リアムにフローラとリアムを結婚させたいという大公殿下の意思を伝える。リアムにフローラを渡したあと姿を消す。

### キスタドール王国
シーラ・オーストレーム
声 - 水樹奈々
キスタドールのドラグーン隊長。第十九王女。オーストレーム家の初代当主。キスタドール王国の使者。
キスタドール国王
声 - 綿貫竜之介
キスタドール王国の国王。

### その他
レイモンド
声 - 子安武人
ハミルトン家の領地に逃げ込んできた謎の男。ハミルトン家からは不審者として追われている。
リアムに魔法について教えた後、再びどこかへ去ってしまった。
ドラキュラ
声 - 田丸篤志
バンパイアの変異種。リアムにダストボックスに入れられ100時間が過ぎたころ完全消滅する。

## 既刊一覧

### 小説
- 三木なずな（著）・かぼちゃ（イラスト） 『没落予定の貴族だけど、暇だったから魔法を極めてみた』TOブックス、既刊11巻（2025年4月19日現在）
  1. 2020年2月10日発売[書誌 2]、ISBN 978-4-86472-921-5
  2. 2020年5月9日発売[書誌 3]、ISBN 978-4-86472-981-9
  3. 2020年8月8日発売[書誌 4]、ISBN 978-4-86699-030-9
  4. 2020年11月20日発売[書誌 5]、ISBN 978-4-86699-084-2
  5. 2021年7月20日発売[書誌 6]、ISBN 978-4-86699-274-7
  6. 2022年7月9日発売[書誌 7]、ISBN 978-4-86699-566-3
  7. 2023年9月20日発売[書誌 8]、ISBN 978-4-86699-949-4
  8. 2024年3月15日発売[書誌 9]、ISBN 978-4-86794-120-1
  9. 2024年10月19日発売[書誌 10]、ISBN 978-4-86794-342-7
  10. 2025年1月15日発売[書誌 11]、ISBN 978-4-86794-430-1
  11. 2025年4月19日発売[書誌 1]、ISBN 978-4-86794-548-3

### 漫画
- 三木なずな（原作）・かぼちゃ（キャラクター原案）・秋咲りお（作画）『没落予定の貴族だけど、暇だったから魔法を極めてみた＠COMIC』TOブックス〈コロナ・コミックス〉、既刊10巻（2025年2月15日現在）
  1. 2020年9月1日発売[書誌 12][15]、ISBN 978-4-86699-043-9
  2. 2021年2月15日発売[書誌 13][16]、ISBN 978-4-86699-131-3
  3. 2021年8月16日発売[書誌 14][17]、ISBN 978-4-86699-301-0
  4. 2022年3月1日発売[書誌 15][18]、ISBN 978-4-86699-464-2
  5. 2022年8月16日発売[書誌 16][19]、ISBN 978-4-86699-645-5
  6. 2023年3月1日発売[書誌 17][20]、ISBN 978-4-86699-793-3
  7. 2023年9月15日発売[書誌 18][21]、ISBN 978-4-86699-945-6
  8. 2024年3月15日発売[書誌 19][22]、ISBN 978-4-86794-112-6
  9. 2025年1月15日発売[書誌 20][23]、ISBN 978-4-86794-408-0
  10. 2025年2月15日発売[書誌 21][24]、ISBN 978-4-86794-456-1
- 三木なずな（原作）・かぼちゃ（キャラクター原案）・戸瀬大輝（作画）『没落予定の貴族だけど、暇だったから魔法を極めてみた〜クリスはご主人様が大好き！〜』TOブックス〈コロナ・コミックス〉、全1巻
  1. 2025年1月15日発売[書誌 22][25]、ISBN 978-4-86794-409-7

## テレビアニメ
2024年3月にテレビアニメ化が発表された。2025年1月から3月までテレビ東京ほかにて放送された他、2025年4月から7月にかけて多数のテレビ局で追加放送されるなど、順次放送されるテレビ局を拡大しての放送となった。

### スタッフ
- 原作 - 三木なずな[6]
- 原作イラスト - かぼちゃ[6]
- 漫画 - 秋咲りお[6]
- 監督 - 石倉賢一[6]
- シリーズ構成 - 髙橋龍也[6]
- キャラクターデザイン - 大塚美登理[6][10]
- プロップデザイン - 宮川治雄
- 美術監督・美術設定 - 片野坂悟一[10]
- 色彩設計 - 佐野ひとみ[10]
- 撮影監督 - 小西庸平[10]
- CGディレクター - 鈴木良和
- 編集 - 大岩根力斗[10]
- 音響監督 - 亀山俊樹[10]
- 音響効果 - 中野勝博[10]
- 音響制作 - TOブックス[10]
- 音楽 - 桶狭間ありさ[6]
- 音楽制作 - キングレコード[10]
- 音楽プロデューサー - 諏訪豊、五十嵐歌耶
- チーフプロデューサー - 小山倫良、臼井久人、川村仁、立野智弘、金庭こず恵、外川明宏、中西豪、小澤文啓、大森慎司
- プロデューサー - 峯岸凱、鹿毛朋子、本多光、永野雅彦、三浦史、諏訪豊、門貴治、菊池美穂、鞍谷光
- 制作プロデューサー - 鈴木誠二
- アニメーションプロデューサー - 齋藤隆行、大野恵
- アニメーション制作 - スタジオディーン、マーヴィージャック[6]
- アニメーション制作協力 - EKACHI EPILKA
- 製作 - 没落貴族製作委員会

### 主題歌
「Wonderlust!!」
sajiによるオープニングテーマ。作詞・作曲はヨシダタクミ、編曲はsajiと中島生也。
「JOY!!」
岡咲美保によるエンディングテーマ。作詞・作曲・編曲は西川サスケ。

### 各話リスト
| 話数 | サブタイトル                     | 脚本     | 絵コンテ          | 演出       | 作画監督 | 総作画監督        | 初放送日      |
| ---- | -------------------------------- | -------- | ----------------- | ---------- | --- | ----------------- | ------------- |
| #1   | リアム、初めて魔法を使ってみた   | 髙橋龍也 | 石倉賢一          | 葛西良信   | BigOwl | 大塚美登理        | 2025年 1月7日 |
| #2   | リアム、冒険者になってみた       | 山田花名 | 島津裕行          | 小野田雄亮 | 南伸一郎 木下由美子 Revival                                                                                      | 大塚美登理        | 1月14日       |
| #3   | リアム、魔竜と話してみた         | 梧桐翔大 | 島津裕行          | 芝幹太     | 日影工房 seed | 大塚美登理        | 1月21日       |
| #4   | リアム、エルフを使い魔にしてみた | 髙橋龍也 | 渡邊慎一          | 渡辺正彦   | 李偉峰 趙小川 王烈伟 吴存 梓宏 文悉达 拓锐达 陈凯 顾斌 马尔斯 studio cat                                         | 大塚美登理        | 1月28日       |
| #5   | リアム、王女様と婚約してみた     | 山田花名 | 松園公            | 前園文夫   | 日影工房 | 大塚美登理        | 2月4日        |
| #6   | リアム、すごい鎧を作ってみた     | 梧桐翔大 | 葛西良信          | 葛西良信   | 𠮷田肇 Revival ルラフォート STUDIO CL                                                                            | 大塚美登理        | 2月11日       |
| #7   | リアム、ドラキュラと戦ってみた   | 山田花名 | 小俣真一          | 藤代和也   | 陳如水 居朝剛 丘 徐蕭田 陈强 邓婷                                                                                | 大塚美登理 武志鵬 | 2月18日       |
| #8   | リアム、約束の地で王になってみた | 髙橋龍也 | 渡邊慎一          | 村田尚樹   | Revival Reboot                                                                                                   | 大塚美登理        | 2月25日       |
| #9   | リアム、少女と話してみた         | 梧桐翔大 | 松園公            | 村田尚樹   | 南伸一郎 𠮷田肇 リブート Revival ルラフォート 4tune STUDIO CL                                                    | 大塚美登理        | 3月4日        |
| #10  | リアム、海を作って遊んでみた     | 梧桐翔大 | 西田正義 石倉賢一 | 石山タカ明 | たむらかずひこ studio cat 淮南像素映画 Studio PAPER CRANES 核聚变动画 光の園・アニメーション 無錫七彩動画 BigOwl | 大塚美登理 武志鵬 | 3月11日       |
| #11  | リアム、魔法都市を作ってみた     | 山田花名 | 松園公            | 前園文夫   | Revival seed | 大塚美登理        | 3月18日       |
| #12  | リアム・ラードーン王国           | 髙橋龍也 | 石倉賢一 渡邊慎一 | 葛西良信   | 南伸一郎 木下由美子 𠮷田肇 日影工房 Revival                                                                      | 大塚美登理        | 3月25日       |

### 放送局
| 放送期間                | 放送時間                     | 放送局         | 対象地域   | 備考                                        |
| ----------------------- | ---------------------------- | -------------- | ---------- | ------------------------------------------- |
| 2025年1月7日 - 3月25日  | 火曜 1:30 - 2:00（月曜深夜） | テレビ東京     | 関東広域圏 |                                             |
|                         | 火曜 20:00 - 20:30           | AT-X           | 日本全域   | CS放送 / 字幕放送 / リピート放送あり        |
| 2025年1月10日 - 3月28日 | 金曜 0:30 - 1:00（木曜深夜） | BSフジ         | 日本全域   | 製作参加 / BS/BS4K放送 / 『アニメギルド』枠 |
| 2025年1月11日 - 3月29日 | 土曜 1:23 - 1:53（金曜深夜） | テレビユー福島 | 福島県     |                                             |
| 2025年1月17日 - 4月4日  | 金曜 0:05 - 0:35（木曜深夜） | テレビ和歌山   | 和歌山県   |                                             |
| 2025年2月1日 - 4月19日  | 土曜 1:23 - 1:53（金曜深夜） | テレビユー山形 | 山形県     |                                             |
| 2025年2月4日 - 4月22日  | 火曜 1:30 - 2:00（月曜深夜） | 北陸放送       | 石川県     |                                             |
| 2025年4月6日 - 6月222日 | 日曜 2:13 - 2:43（土曜深夜） | 静岡放送       | 静岡県     |                                             |
| 2025年4月9日 - 6月25日  | 水曜 1:29 - 1:59（火曜深夜） | 秋田放送       | 秋田県     |                                             |
| 2025年4月26日 - 7月12日 | 土曜 1:53 - 2:23（金曜深夜） | 新潟放送       | 新潟県     |                                             |
| 2025年4月19日 - 6月5日  | 土曜 2:03 - 2:33（金曜深夜） | 熊本放送       | 熊本県     | ※初回放送のみ 深夜1時53分～                 |
| 2025年5月10日 - 7月26日 | 土曜 1:53 - 2:23（金曜深夜） | IBC岩手放送    | 岩手県     |                                             |
| 2025年6月9日 - 8月25日  | 月曜 1:20 - 1:50（日曜深夜） | UTYテレビ山梨  | 山梨県     |                                             |
| 2025年6月11日 - 8月27日 | 水曜 1:20 - 1:50（火曜深夜） | びわ湖放送     | 滋賀県     |                                             |
| 2025年7月5日 - 9月20日  | 土曜 2:05 - 2:35（金曜深夜） | テレビ愛知     | 愛知県     |                                             |

| 配信開始日                                   | 配信時間                   | 配信サイト                                                                     | 備考                      |
| -------------------------------------------- | -------------------------- | ------------------------------------------------------------------------------ | ------------------------- |
| 2025年1月7日                                 | 火曜 2:00（月曜深夜） 更新 | U-NEXT アニメ放題                                                              | 製作参加 / 地上波先行配信 |
|                                              | 火曜 1:30（月曜深夜） 更新 | dアニメストア                                                                  | 見放題配信                |
| 2025年1月10日                                | 金曜 12:00 更新            | ABEMA DMM TV FOD Hulu Lemino Prime Video バンダイチャンネル ニコニコチャンネル | 見放題配信                |
|                                              | 金曜 23:00 - 23:30         | ニコニコ生放送                                                                 |                           |
| 2025年1月11日                                | 土曜 0:00 更新             | J:COM STREAM milplus見放題パックプライム TELASA                                | 見放題配信                |
| 2025年1月16日                                | 木曜 12:00 更新            | ふらっと動画                                                                   | 見放題配信                |
| 2025年1月10日                                | 金曜 12:00 更新            | ビデオマーケット music.jp カンテレドーガ                                       | 都度課金配信              |
| 上記以外の配信サービスでも随時配信開始予定。 |                            |                                                                                |                           |

### BD / DVD
| 巻  | 発売日        | 収録話 | 規格品番  | 規格品番  |
| 巻  | 発売日        | 収録話 | BD        | DVD       |
| --- | ------------- | ------ | --------- | --------- |
| BOX | 2025年4月25日 |        | KWXA-3266 | KWBA-3267 |

| テレビ東京 火曜 1:30 - 2:00（月曜深夜）  | テレビ東京 火曜 1:30 - 2:00（月曜深夜）                                        | テレビ東京 火曜 1:30 - 2:00（月曜深夜）                               |
| 前番組                                   | 番組名                                                                         | 次番組                                                                |
| ---------------------------------------- | ------------------------------------------------------------------------------ | --------------------------------------------------------------------- |
| 精霊幻想記2 （2024年10月8日 - 12月24日） | 没落予定の貴族だけど、 暇だったから魔法を極めてみた （2025年1月7日 - 3月25日） | 中禅寺先生物怪講義録 先生が謎を解いてしまうから。 （2025年4月8日 - ） |

## 朗読イベント
2025年4月13日に、恵比寿ザ・ガーデンホールで昼夜2公演が行なわれた。脚本は山田花名、演出・制作はプライマルヴェニュー。出演はアニメ同様、村瀬歩（リアム・ハミルトン役）、戸松遥（アスナ・アクアエイジ役）、早見沙織（ジョディ役）、伊藤静（スカーレット・シェリー・ジャミール役）、釘宮理恵（少女ラードーン役（声のみ出演））。